# Vahiguru
Waheguru (in punjabi ਵਾਹਿਗੁਰੂ, vāhigurū o ਵਾਹਗੁਰੂ, vāhgurū) è un termine utilizzato dai sikh per indicare Dio. Il significato letterale è "il signore meraviglioso". Il termine compare diciotto volte nel Guru Granth Sahib e l'opinione più comune tra gli studiosi ne fa risalire i primi utilizzi al Guru Nanak. Il nome è un composto di due parole, una dal persiano e una dal sanscrito, unite a simboleggiare l'indescrivibilità di Dio. Vah, in persiano, esprime ammirazione e meraviglia, mentre guru è la parola sanscrita per "importante", "grande" o "venerabile". I sikh considerano il termine come una formula invocatoria ricevuta dai guru del Sikhismo; viene infatti utilizzato per preghiere, inni e pratiche meditative. La ripetizione del nome è considerata un'azione sacra contemplativa per l'esplorazione della realtà ultima.